# Asijské zimní hry 2017
Asijské zimní hry 2017 byly osmé v pořadí a uskutečnily se od 19. (soutěže v curlingu a ledním hokeji začaly už o den dříve) do 26. února 2017 v Sapporu a v Obihiru na ostrově Hokkaidó v Japonsku. Hry byly původně plánovány už na rok 2015, ale na zasedání Asijského olympijského výboru v Singapuru v roce 2009 bylo rozhodnuto o jejich posunu na předolympijský rok. Soutěže v rychlobruslení se konaly v Obihiru, zatímco všechny ostatní soutěže proběhly v Sapporu.

## Sporty
Sportovci soutěžili v 64 disciplínách jedenácti sportů.
| Sport                | Disciplíny |
| -------------------- | ---------- |
| Akrobatické lyžování | 4          |
| Alpské lyžování      | 4          |
| Běh na lyžích        | 10         |
| Biatlon              | 7          |
| Curling              | 2          |
| Krasobruslení        | 4          |
| Lední hokej          | 2          |
| Rychlobruslení       | 14         |
| Short track          | 8          |
| Skoky na lyžích      | 3          |
| Snowboarding         | 6          |

## Země a medaile
Her se zúčastnilo 1145 sportovců z 32 zemí. Poprvé se zúčastnily Indonésie, Srí Lanka, Východní Timor, Turkmenistán a Vietnam po pauze se vrátily Macao a Pákistán. Naopak oproti minulým hrám chyběly Afghánistán, Bahrajn a Palestina. Jako hosté byli pozváni sportovci z Oceánie, čehož využili zástupci Austrálie a Nového Zélandu, ale soutěží se účastnili bez nároku na medaile.
| Země                    | Sportovci | Zlato | Stříbro | Bronz | Medaile |
| ----------------------- | --------- | ----- | ------- | ----- | ------- |
| Čína                    | 156       | 12    | 14      | 9     | 35      |
| Filipíny                | 29        | 0     | 0       | 0     | 0       |
| Hongkong                | 50        | 0     | 0       | 0     | 0       |
| Indie                   | 27        | 0     | 0       | 0     | 0       |
| Indonésie               | 34        | 0     | 0       | 0     | 0       |
| Írán                    | 10        | 0     | 0       | 0     | 0       |
| Japonsko                | 146       | 27    | 21      | 26    | 74      |
| Jižní Korea             | 141       | 16    | 18      | 16    | 50      |
| Jordánsko               | 2         | 0     | 0       | 0     | 0       |
| Katar                   | 32        | 0     | 0       | 0     | 0       |
| Kazachstán              | 116       | 9     | 11      | 12    | 32      |
| Kuvajt                  | 23        | 0     | 0       | 0     | 0       |
| Kyrgyzstán              | 33        | 0     | 0       | 0     | 0       |
| Libanon                 | 8         | 0     | 0       | 0     | 0       |
| Macao                   | 23        | 0     | 0       | 0     | 0       |
| Malajsie                | 36        | 0     | 0       | 0     | 0       |
| Mongolsko               | 46        | 0     | 0       | 0     | 0       |
| Nepál                   | 3         | 0     | 0       | 0     | 0       |
| Pákistán                | 12        | 0     | 0       | 0     | 0       |
| Severní Korea           | 7         | 0     | 0       | 1     | 1       |
| Singapur                | 22        | 0     | 0       | 0     | 0       |
| Spojené arabské emiráty | 24        | 0     | 0       | 0     | 0       |
| Srí Lanka               | 5         | 0     | 0       | 0     | 0       |
| Tádžikistán             | 4         | 0     | 0       | 0     | 0       |
| Thajsko                 | 51        | 0     | 0       | 0     | 0       |
| Čínská Tchaj-pej        | 41        | 0     | 0       | 0     | 0       |
| Turkmenistán            | 25        | 0     | 0       | 0     | 0       |
| Uzbekistán              | 1         | 0     | 0       | 0     | 0       |
| Vietnam                 | 6         | 0     | 0       | 0     | 0       |
| Východní Timor          | 1         | 0     | 0       | 0     | 0       |